# Schwändi
Schwändi fue hasta el 31 de diciembre de 2010 una comuna suiza del cantón de Glaris. 

## Nueva comuna
Desde el 1 de enero de 2011 es una localidad de la nueva comuna de Glaris Sur al igual que las antiguas comunas de Betschwanden, Braunwald, Elm, Engi, Haslen, Linthal, Luchsingen, Matt, Mitlödi, Rüti, Schwanden y Sool.

## Geografía
Schwändi se encuentra situada en el centro del cantón. La antigua comuna limitaba al norte y oeste con la comuna de Glaris, al noreste y este con Mitlödi, y al sur con Schwanden.